# شوح حرشفي
شوح حرشفي (الاسم العلمي:Abies squamata) هو نوع من النباتات يتبع جنس الشوح من الفصيلة الصنوبرية.